# تریلر مایکل جکسون
تریلر مایکل جکسون (به انگلیسی: Michael Jackson's Thriller) نام موزیک ویدیویی ۱۴ دقیقه‌ای از ترانه‌ای با همین نام است که در ۲ دسامبر ۱۹۸۳ (۱۲ آذر ۱۳۶۲) به کارگردانی جان لندیس منتشر شد.
از این موزیک ویدیو با عنوان‌هایی نظیر «عظیم‌ترین موزیک ویدیوی جهان» و «بانفوذترین موزیک ویدیوی تمام دوران‌ها» یاد می‌شود.
تریلر از زمان انتشارش تأثیر عمیقی بر فرهنگ عامهٔ مردم جهان داشته‌است و به گفتهٔ صاحب نظران، نقطهٔ عطفی در صنعت موسیقی بود زیرا به نحوی بی‌نظیر توانست فیلم را با موسیقی ادغام کند.
انتشار این ویدیو، ارزش موزیک ویدیوها را که تا آن زمان توجه زیادی به آن‌ها نمی‌شد، بالا برد و شبکهٔ تازه تأسیس ام‌تی‌وی را که ۳ ماه تا ورشکسته شدن فاصله داشت، نجات داد.
در سال ۲۰۰۶، کتاب رکوردهای گینس، آلبوم ویدیویی تریلر (که حاوی پشت صحنه و خود ویدئو بود) را با فروش ۹ میلیون نسخه، «موفق‌ترین موزیک ویدیوی تاریخ جهان» اعلام کرد.
در سال ۲۰۰۹، توسط کتابخانهٔ کنگرهٔ آمریکا تحت عنوان «مشهورترین موزیک ویدیوی جهان» و «اثر برجستهٔ فرهنگی و تاریخی ماندگار» به فهرست گنجینهٔ ملی فیلم آمریکا اضافه شد. تریلر مایکل جکسون نخستین و تنها کلیپ موسیقی‌ای است که نامش در بین «آثار سینمایی ماندگار» ثبت شده‌است.
تریلر مایکل جکسون با بودجهٔ ۱٬۰۰۰٬۰۰۰ دلار یکی از پرخرج‌ترین موزیک ویدیوهای جهان است.

## داستان

ژاکت تریلر مایکل جکسون از معروف‌ترین و پرفروش‌ترین لباس‌های جهان است.

جکسون یکی از پیروان فرقهٔ شاهدان یهوه بود به همین علت، ابتدای موزیک ویدئو با نوشته‌ای شروع می‌شود که «وی (مایکل) در عمل هیچ اعتقادی به صحنه‌های نمایش داده شده در این ویدئو نداشته و این فقط یک نمایش است.»

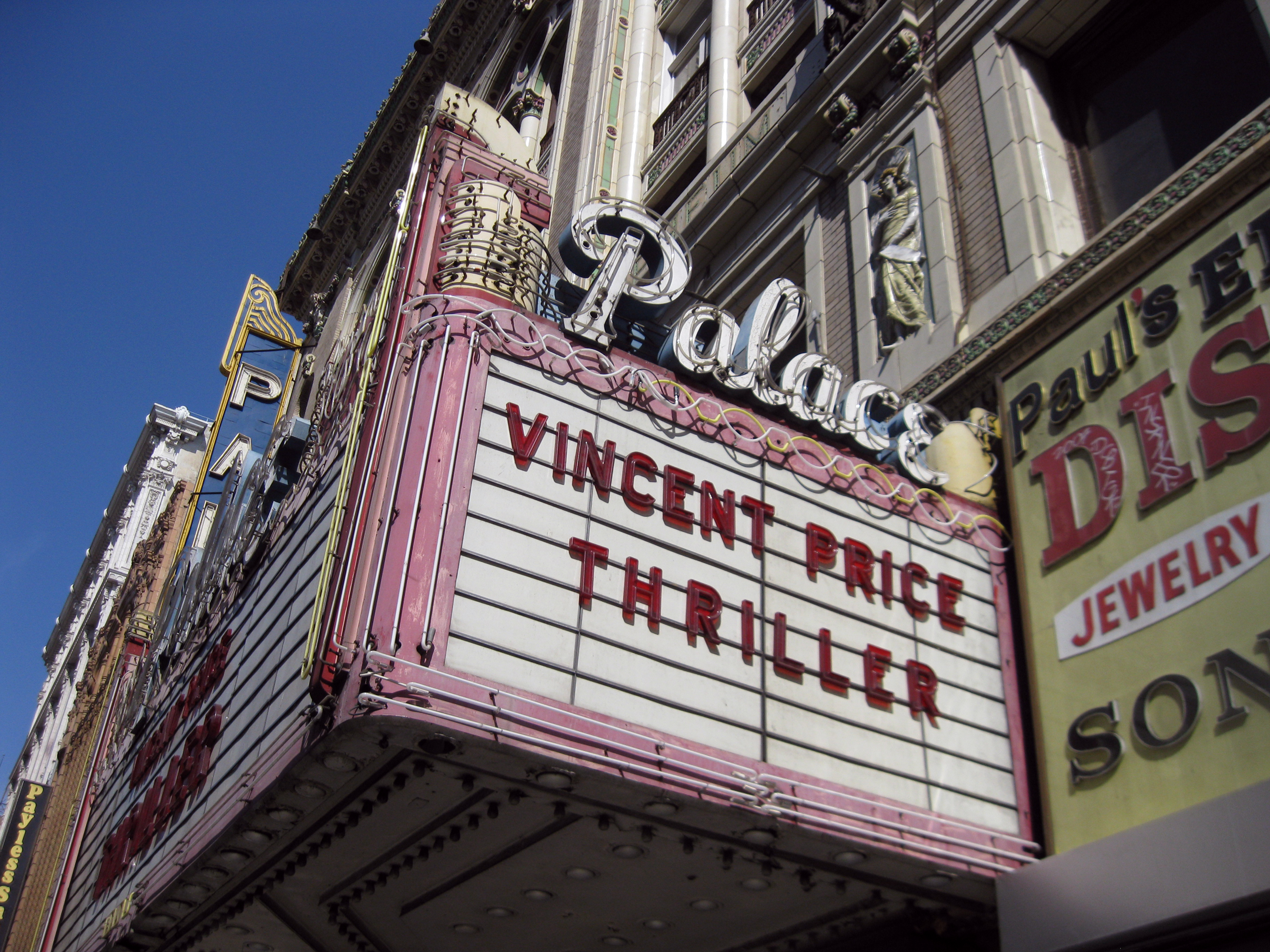
سینمایی که جکسون و دوست دخترش در ابتدای فیلم از آن خارج می‌شوند.

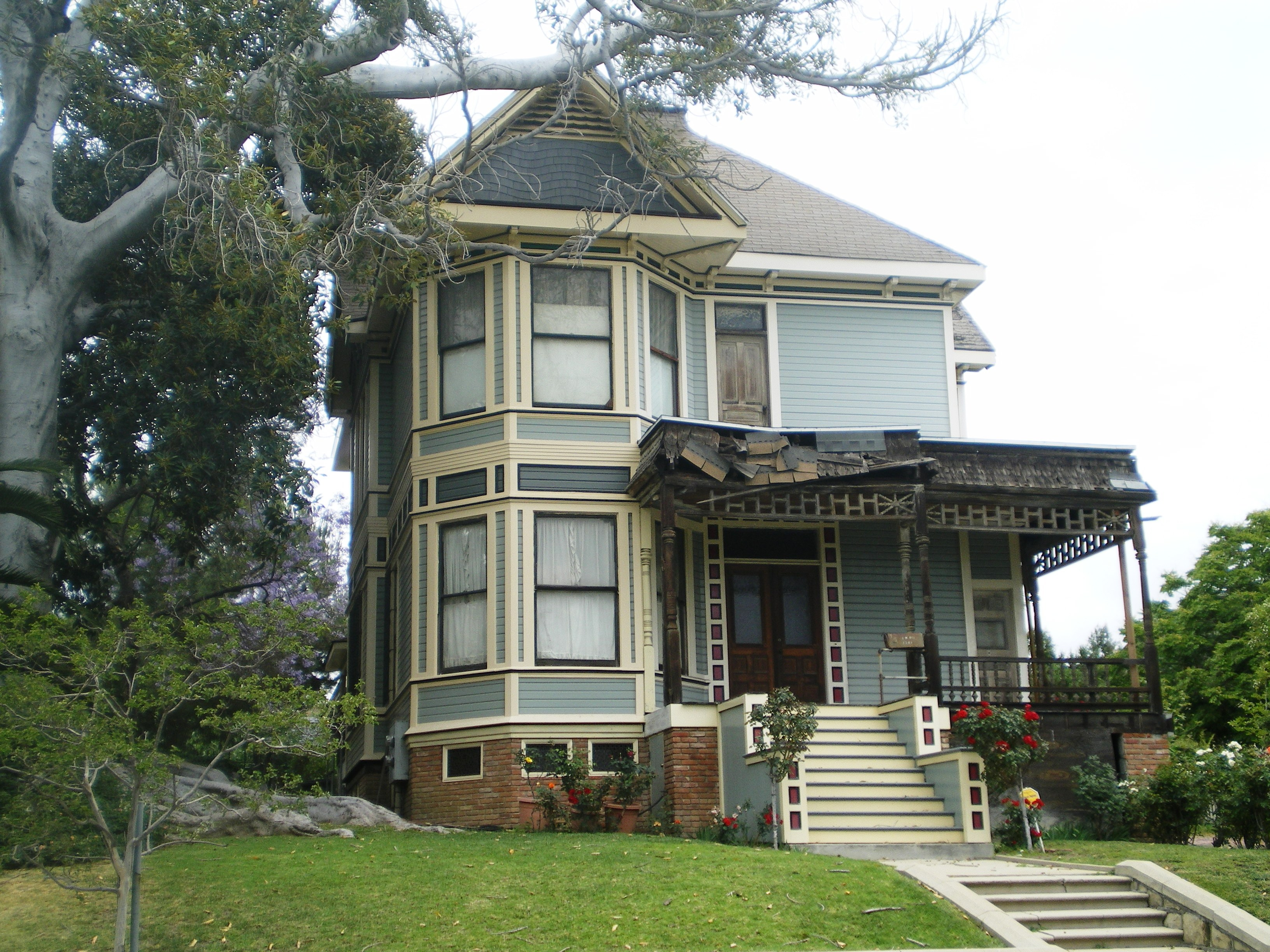
خانهٔ آخر فیلم که دوست دختر جکسون در آن پناه می‌آورد. این خانه به شمارهٔ ۱۳۴۵ در شهر لوس آنجلس در خیابان کارول قرار دارد.

فیلم این‌گونه شروع می‌شود یک زن در یک جنگل تاریک با دوست پسرش حرف می‌زند تا اینکه دوست پسرش تبدیل به یک گرگینه می‌شود و دوست دخترش را می‌خورد و معلوم می‌شود که آن یک فیلم بود که مایکل و دوست دخترش در یک سینما در حال تماشا بودند. در حال برگشت در یک خیابان خلوت و تاریک مایل و دوستش در حال راه رفتن هستند که موزیک فیلم شروع می‌شود و همهٔ مردگان چه در قبر و چه در فاضلاب زنده می‌شوند و به سراغ مایکل و دوست دخترش می‌آیند. دوست دختر مایکل که ترسیده نگاهی به مایکل می‌کند و می‌بیند او هم تبدیل به یک مردهٔ متحرک شده و از آنجا رقص معروف و مخصوص فیلم (که در فیلم‌های دیگری همچون زندگی جدید کرانک و فیلم ایرانی به نام نهنگ عنبر ۲ از ان استفاده شده. دوست دختر مایکل به یک خانه متروکه پناه می‌برد ولی مردگان متحرک به داخل خانه می‌آیند و ناگهان دوست دختر مایکل از خواب بیدار می‌شود و می‌بیند همهٔ اینها یک خواب است. در آخرین سکانس مایکل که دوست دخترش را گرفته به صفحهٔ دوربین نگاه می‌کند و چشمانش مانند همان مرده شده و صدای خندهٔ شیطانی که در آخر فیلم شنیده می‌شود بیننده را به وجه می یاورد.

## جوایز و افتخارات
در دسامبر ۲۰۰۹ این موزیک‌ویدئو به همراه ۲۴ فیلم دیگر توسط کتابخانه کنگرهٔ آمریکا برای ثبت در فهرست ملی ثبت فیلم انتخاب شد. این اولین‌بار (و تا به امروز، تنها) موزیک ویدئوی انتخاب شده در این فهرست است. فهرست ملی ثبت فیلم، عنوان «معروف‌ترین موزیک ویدئوی تمام دوران‌ها» را به تریلر اختصاص داد. استیو لگت، هماهنگ‌کننده کمیسیون ملی حفظ و نگهداری فیلم، کسی که تصمیم بر قرارگیری نامزدها در فهرست را می‌گیرد به دلیل مرگ مایکل جکسون در همان سال می‌گوید «زمان مناسبی بود» برای قرار گرفتن تریلر در فهرست.

### جایزه گرمی
| سال  | نام جایزه                | نتیجه | ویدئوی انتخاب شده      |
| ---- | ------------------------ | ----- | ---------------------- |
| ۱۹۸۴ | بهترین ویدئو، فرم طولانی | پیروز | ساخت تریلر مایکل جکسون |
| ۱۹۸۵ | بهترین آلبوم ویدئویی     | پیروز | تریلر                  |

### جایزه نماهنگ ام‌تی‌وی
جایزه نماهنگ ام‌تی‌وی (موزیک ویدئوی ام‌تی‌وی) نام جایزه‌ای است که از سال ۱۹۸۴ تا به امروز به صورت سالیانه، توسط شبکهٔ ام‌تی‌وی اهدا می‌شود.
در همان اولین سال آغاز به کار این مراسم، نماهنگ تریلر نامزد ۶ جایزه نماهنگ ام‌تی‌وی شد که برندهٔ ۳ جایزه شد. این در حالی است که نماهنگ تریلر در سال ۱۹۸۳ ساخته شده بود و در اصل نباید نامزد هیچ جایزه‌ای می‌شد.
در سال ۱۹۹۹ نیز به عنوان «بزرگ‌ترین موزیک ویدئوی جهان» از طرف شبکهٔ ام‌تی‌وی انتخاب شد.
| سال  | نامزدی / اثر | جایزه                      | نتیجه     |
| ---- | ------------ | -------------------------- | --------- |
| ۱۹۸۴ |              | ویدئوی سال                 | نامزدشده  |
| ۱۹۸۴ |              | بهترین ویدئوی مرد          | نامزدشده  |
| ۱۹۸۴ |              | بهترین ویدئوی مفهومی       | نامزدشده  |
| ۱۹۸۴ |              | بهترین اجرا از هر لحاظ     | پیروز     |
| ۱۹۸۴ |              | بهترین طراحی رقص           | پیروز     |
| ۱۹۸۴ |              | ویدئوی مورد علاقهٔ بینندگان | پیروز     |
| ۱۹۹۹ |              | بزرگ‌ترین موزیک ویدئوی جهان | انتخاب شد |

## تولید
در تابستان سال ۱۹۸۳، تریلر شروع به کاهش فروش کرد. والتر یت‌نیکاف و لری استسل مشغول جواب دادن تلفن‌های مایکل در تمام طول شب بودند. یت‌نیکاف آنچه که جکسون به او گفت را به یاد دارد. "والتر، آلبوم دیگه شماره ۱ نیستش. قراره چیکار براش بکنیم؟" و یت‌نیکاف در جوابی که در یاد خود دارد گفت 'قراره که امشب رو بخوابیم و فردا دربارش فکری بکنیم.' مدیر برنامه‌های جکسون، فرانک دیلئو، در ابتدا اشاره به ایدهٔ ساخت ویدئو سوم از آلبوم را کرد و جکسون را برای بررسی ساخت ویدئو برای آهنگ اصلی آلبوم تحت فشار قرار داد. دیلئو به یاد دارد که به جکسون گفت "ساده‌س. تمام کاری که قراره انجام بدی رقص، آواز و ترسناک ساختن اونه."
در اوایل آگوست جکسون با جان لندیس برای کارگردانی تماس گرفت. در آن دوره، کارگردانان سینمایی، کارگردانی موزیک ویدئوها را برعهده نمی‌گرفتند ولی لندیس شیفته کارگردانی موزیک ویدئو بود.
موزیک ویدئو در ابتدا در تئاتر پالاس در مرکز لس آنجلس، فیلمبرداری شد. سکانس رقص زامبی‌ها در تقاطع خیابان یونیون پسیفیک و خیابان کالزونا جنوبی در شرق لس آنجلس فیلمبرداری شد و در آخر، سکانس خانه در محله آنجلینو هایتز در خانه شماره ۱۳۴۵ خیابان کارول فیلمبرداری شد. تمام فیلمبرداری‌های اصلی در اواسط اکتبر سال ۱۹۸۳ انجام شد.

## ساخت تریلر مایکل جکسون
بعد از نمایش موزیک ویدئوی تریلر، مستندی با نام «ساخت تریلر مایکل جکسون» به همراه خود موزیک ویدئوی تریلر در نوارهای VHS منتشر شد که حاوی ۱ ساعت پشت صحنه‌های این موزیک ویدئو بود. این پشت صحنه با فروش ۹ میلیون نسخه در آن زمان به «پرفروش‌ترین فیلم خانگی تمام دوران‌ها» تبدیل شد. در این VHS علاوه‌بر موزیک ویدئو و پشت صحنهٔ تریلر، موزیک ویدئوی ترانه‌های «بیلی جین» و «Can You Feel It» و کلیپ صوتی ترانهٔ جدا از بقیه نیز وجود داشت.
شبکهٔ ام تی وی برای پخش این مستند ۲۵۰٬۰۰۰ دلار پرداخت. شبکهٔ Showtime هم ۳۰۰٬۰۰۰ دلار برای پخش این مستند پرداخت کرد.

## میراث
در سال ۲۰۱۱، مجلهٔ بیلبورد دربارهٔ این موزیک ویدئو نوشت:

اگر جوایز بهترین کلیپ موسیقی ام‌تی‌وی در سال ۱۹۸۳ وجود می‌داشت، ام‌تی‌وی می‌بایست یک رشتهٔ مجزا تنها برای کلیپ فرهنگ‌ساز و ابتکاری تریلر معین می‌کرد. عجیب نیست که این ویدئو یک سال پس از انتشار با به وجود آمدن جوایز کلیپ‌های موسیقی ام‌تی‌وی، برندهٔ چند جایزه شد. اکنون ۳۰ سال پس از آن، تریلر همچنان در صدر دیده می‌شود و در نظرسجی ما با ۶۵٪ آرا نخست شده‌است. [مایکل جکسون] فقط سلطان پاپ نیست، او سلطان کلیپ‌های موسیقی نیز هست.

در سال ۲۰۱۱ کریگ ماکز و راب تاننبام، دو نویسندهٔ کتاب «I Want My MTV» در مصاحبه‌ای شرکت کردند و مجری از آن‌ها پرسید: «آیا هیچ هنرمندی هست که بتوان گفت بدون وجود او، ام‌تی‌وی ادامهٔ حیات نمی‌داد و بدین شکل ساخته نمی‌شد؟» راب تاننبام در جواب گفت: «قطعاً! مایکل جکسون! او کسی است که ام‌تی‌وی را نجات داد. در نخستین سالهای فعالیت این شبکه، آن‌ها به ندرت موسیقی آفریقایی تباران را پخش می‌کردند. عذر ناموجه‌شان هم این بود که می‌خواهند فقط راک پخش کنند و موسیقی سیاهان هم راک نیست.
حال آنکه بسیاری از آهنگ‌هایی که پخش می‌کردند اصلاً راک هم نبود. برای مثال آن‌ها آهنگ‌های سبک آراندبی سفید پوستان را پخش می‌کردند. پس اگر می‌توانستند آراندبی سفیدپوستان را پخش کنند، چرا نمی‌توانستند آراندبی سیاهان را پخش کنند؟ فکر می‌کنم این چیزی بود که مردم را نسبت به ام‌تی‌وی عصبانی کرده بود.
مایکل در سال ۱۹۸۲ ساخت ویدئو برای آلبوم تریلر را آغاز کرد و آن زمان ام‌تی‌وی تنها ۳ ماه با ورشکستگی و از بین رفتن فاصله داشت … آن‌ها [بعد از ساخت موزیک ویدئوی تریلر] می‌گفتند پس از ۱۰ دقیقهٔ پیش رو «دوباره» برای شما تریلر را نمایش می‌دهیم.»

## عوامل

### موزیک ویدئو
- کارگردان: جان لندیس
- تهیه‌کننده: George Folsey Jr، مایکل جکسون، جان لندیس
- نویسنده: مایکل جکسون، جان لندیس
- بازیگران: مایکل جکسون، اولا ری
- طراح رقص: Michael Peters، مایکل جکسون
- دکلمهٔ ترسناک ترانه: وینسنت پرایس
- ترانهٔ ترسناک: Elmer Bernstein

### ترانه
- خواننده: مایکل جکسون
- دکلمهٔ ترسناک ترانه: وینسنت پرایس
- تهیه‌کننده: کوئینسی جونز، مایکل جکسون
- ترانه‌سرا: Rod Temperton
- برچسب: اپیک رکوردز، Cassettes